# Wapen van Gorssel

Het wapen van Gorssel

Het wapen van Gorssel werd op 1 april 1853 per besluit van de minister van Binnenlandse Zaken aan de Gelderse gemeente Gorssel toegekend. Vanaf 2005 is het wapen niet langer als gemeentewapen in gebruik omdat de gemeente Gorssel opging in de gemeente Lochem. In het wapen van Lochem per 2005 is de burcht van Gorssel opgenomen.

## Blazoenering
De blazoenering van het wapen luidt als volgt:
Een schild van goud, beladen met eenen wachttoren van azuur.

## Verklaring
De naam Gorssel zou afgeleid zijn van Coerslo; een plek waar een wachthuis stond. Op de weg naar Deventer stond rond 1340 een als wachthuis gebouwde kasteeltje. Dit gegeven vormde de basis voor het wapen. Historisch gezien was dit een onjuiste veronderstelling. De naam Coerslo kan niet in verband worden gebracht met Gorssel, wel heeft de wachttoren bestaan en is deze rond 1864 afgebroken.

## Verwante wapens

Wapen van Lochem

Aalst · 
Ammerzoden · 
Angerlo · 
Appeltern · 
Batenburg · 
Beesd · 
Beltrum · 
Bemmel · 
Bergharen · 
Bergh · 
Beusichem · 
Borculo · 
Brakel · 
Buurmalsen · 
Deil · 
Didam · 
Dinxperlo · 
Dodewaard ·
Doornspijk ·
Dreumel ·
Driel ·
Echteld ·
Eibergen ·
Elst ·
Est en Opijnen ·
Everdingen ·
Ewijk ·
Gameren ·
Geesteren · 
Geldermalsen · 
Gendringen · 
Gendt ·
Groenlo ·
Groesbeek ·  
Haaften ·
Hedel ·
's-Heerenberg ·
Heerewaarden ·
Hemmen ·
Hengelo ·
Herwen en Aerdt ·
Herwijnen ·
Heteren ·
Heukelum ·
Hoevelaken ·
Horssen ·
Huissen ·
Hummelo en Keppel ·
Hurwenen  ·
Kerkwijk ·
Keppel ·
Kesteren ·
Laren · 
Lichtenvoorde ·
Lienden ·
Lingewaal · 
Maurik ·
Millingen aan de Rijn ·
Nederhemert ·
Neede ·
Neerijnen ·
Netterden ·
Niftrik ·
Nijbroek ·
Ophemert ·
Overasselt ·
Pannerden ·
Poederoijen · 
Renkum ·
Rijnwaarden ·
Rossum ·
Ruurlo ·
Steenderen ·
Terborg ·
Twello ·
Ubbergen ·
Valburg ·
Varik ·
Vorden ·
Vuren ·
Waardenburg ·
Wadenoijen ·
Wamel ·
Wehl ·   
Warnsveld ·
Wisch ·
Zeddam ·
Zelhem ·
Zoelen ·
Zuilichem 

Dorps-, heerlijkheids- en stadswapens: 

Acquoy 
· Baak 
· Barlham 
· Bredevoort 
· Doreweerd 
· Elden
· Enspijk 
· Gellicum 
· Groessen 
· Hakfort 
· Hellouw 
· IJzendoorn 
· Kell  
· Lede en Oudewaard 
· Lichtenberg 
· Loil 
· Maasbommel 
· Meijnerswijk 
· Meteren 
· Middagten 
· Rhenoy 
. Rumpt
· Tricht 
· Verwolde 
· Wildenborch